# Блажова (гміна)
Гміна Блажова (пол. Gmina Błażowa) — місько-сільська гміна у східній Польщі. Належить до Ряшівського повіту Підкарпатського воєводства.
Станом на 31 грудня 2011 у гміні проживало 10787 осіб.

## Територія
Згідно з даними за 2007 рік площа гміни становила 112.70 км², у тому числі:
- орні землі: 66.00%
- ліси: 25.00%

Таким чином, площа гміни становить 9.25% площі повіту.

## Населені пункти

### Місто
- Блажова

### Села
Бялка, Блажова Ґурна, Блажова Дольна, Блажова Дольна-Моклучка, Конколувка, Конколувка-Уязди, Лецка, Нови Борек, Пьонткова, Футома

## Населення
Станом на 31 грудня 2011:
| Опис     | Загалом | Загалом | Чоловіки | Чоловіки | Жінки | Жінки |
| -------- | ------- | ------- | -------- | -------- | ----- | ----- |
| одиниця  | осіб    | %       | осіб     | %        | осіб  | %     |
| все      | 10787   | 100     | 5354     | 49.63    | 5433  | 50.37 |
| міське   | 2176    | 100     | 1062     | 48.81    | 1114  | 51.19 |
| сільське | 8611    | 100     | 4292     | 49.84    | 4319  | 50.16 |

## Історія
Об'єднана сільська гміна Блажова Ряшівського повіту Львівського воєводства утворена 1 серпня 1934 р. внаслідок об'єднання дотогочасних (збережених від Австро-Угорщини) громад сіл (гмін): Бялка, Конколувка, Лецка, Борек Нови, Пьонткова, Футома.

## Релігія
До виселення українців у 1945 році в СРСР та депортації в 1947 році в рамках акції Вісла Блажова і Футома належали до греко-католицької парафії Лубно Динівського деканату.

## Сусідні гміни
Гміна Блажова межує з такими гмінами: Гижне, Динів, Домарадз, Любеня, Небилець, Нозджець, Тичин.